# تشرنیکی
تشرنیکی (به چکی: Černíky) یک منطقهٔ مسکونی در جمهوری چک است که در ناحیه نیمبورک واقع شده‌است. تشرنیکی ۳٬۸۷ کیلومتر مربع مساحت و ۱۱۲ نفر جمعیت دارد و ۲۳۷ متر بالاتر از سطح دریا واقع شده‌است.